# Dom noclegowy w Katowicach-Kostuchnie
Dom noclegowy w Katowicach-Kostuchnie – gmach dawnego domu dla nieżonatych robotników, znajdujący się przy ul. Tadeusza Boya-Żeleńskiego 83 w Katowicach, na terenie kolonii Boże Dary położonej w dzielnicy Kostuchna.
Powstał on w 1909 roku, zaś w latach 1913–1921 został rozbudowany. Obecnie stanowi m.in. siedzibę Miejskiego Domu Kultury Południe, działają tu punkty handlowo-usługowe, a część pomieszczeń zagospodarowano na cele mieszkalne. Gmach jest wpisany do gminnej ewidencji zabytków miasta Katowice, a także objęty jest ochroną konserwatorską.

## Historia

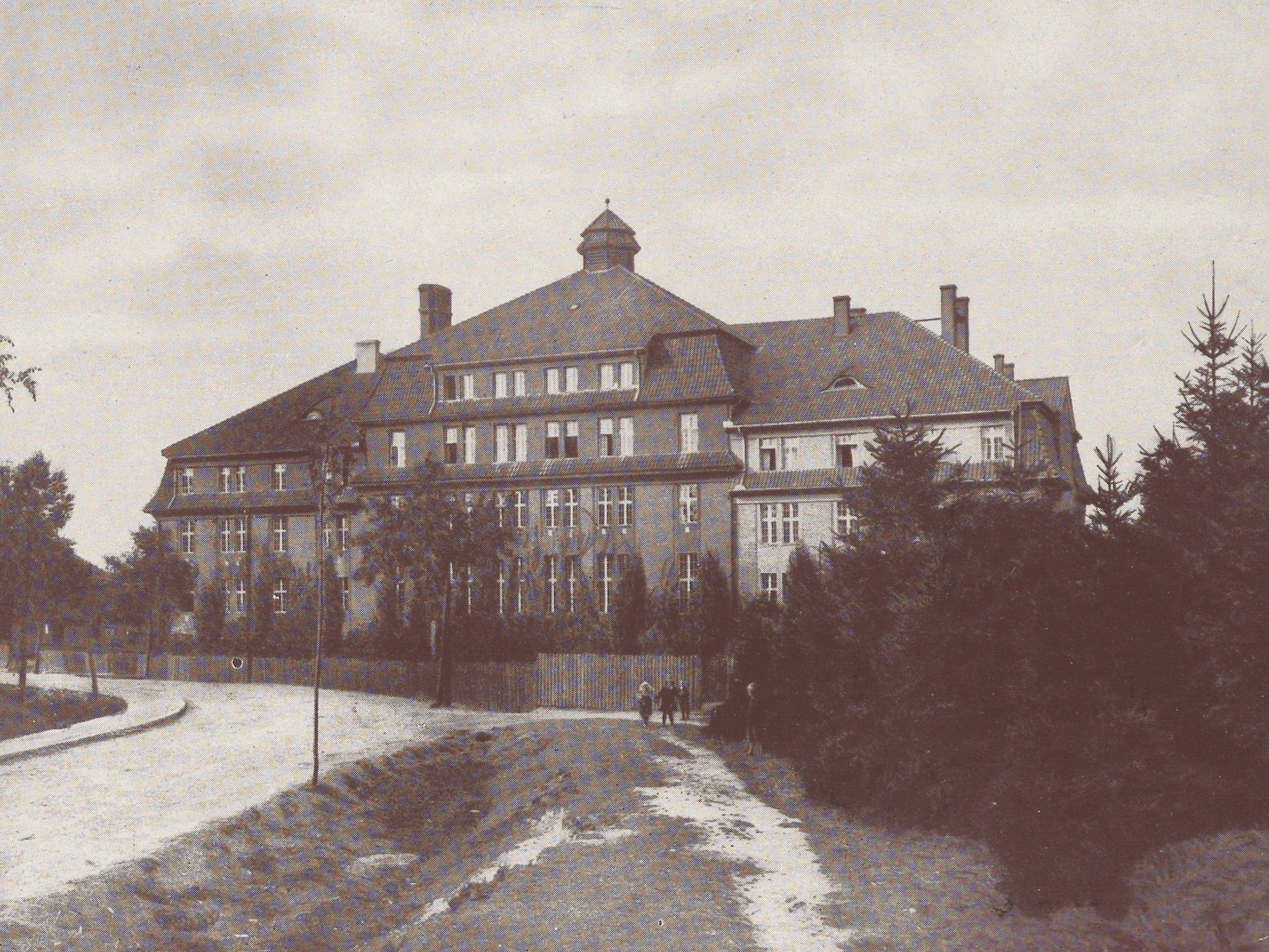
Dom noclegowy w 1929 roku

Gmach domu noclegowego powstał w Kostuchnie jako część osiedla patronackiego Boże Dary przy kopalni węgla kamiennego Böer (później Boże Dary), wybudowanej w latach 1901–1903 dzięki staraniom księcia pszczyńskiego, który był właścicielem okolicznych terenów. Pierwszy dom noclegowy miał 70 miejsc i wkrótce okazał się zbyt mały na ówczesne potrzeby. Nowy, dominujący pod względem rozmiarów budynek, został wybudowany w 1909 roku. Wzniesiono go z przeznaczeniem dla zamiejscowych, nieżonatych górników. Gmach miał pierwotnie 234 miejsca noclegowe. W latach 1913–1921 budynek przebudowano, dzięki czemu mógł pomieścić ponad trzysta osób. Rozbudowa gmachu była spowodowana trwającą wówczas I wojną światową, gdyż z uwagi na wysyłanie ludzi na front brakowało pracowników do pracy w kopalni i planowano ściągać nowe osoby.
W okresie międzywojennym budynek prawdopodobnie był dalej domem noclegowym lub hotelem dla górników. Po 1945 roku pełnił różne funkcje; był siedzibą szkoły dokształcającej przemysłu węglowego (do 1953 roku), a także w dalszym ciągu pełnił rolę hotelu robotniczego. Część pomieszczeń mieściła Górniczą Świetlicę Kulturalno-Oświatową, przekształconą w 1960 roku w Klub Górniczy, w którym funkcjonowało m.in. kino. Klub Górniczy w Kostuchnie działał do 1982 roku, kiedy to podjęto decyzję o remoncie gmachu.
1 czerwca 1990 roku powołano Zakładowy Dom Kultury KWK Murcki Ruch I. W 2000 roku przekształcono go w Miejski Dom Kultury Południe w Katowicach. Rada Miasta Katowice w dniu 31 stycznia 2005 roku uchwaliła miejscowy plan zagospodarowana przestrzennego dla południowych dzielnic Katowic, na mocy którego gmach dawnego domu noclegowego został objęty ochroną konserwatorską.

## Charakterystyka

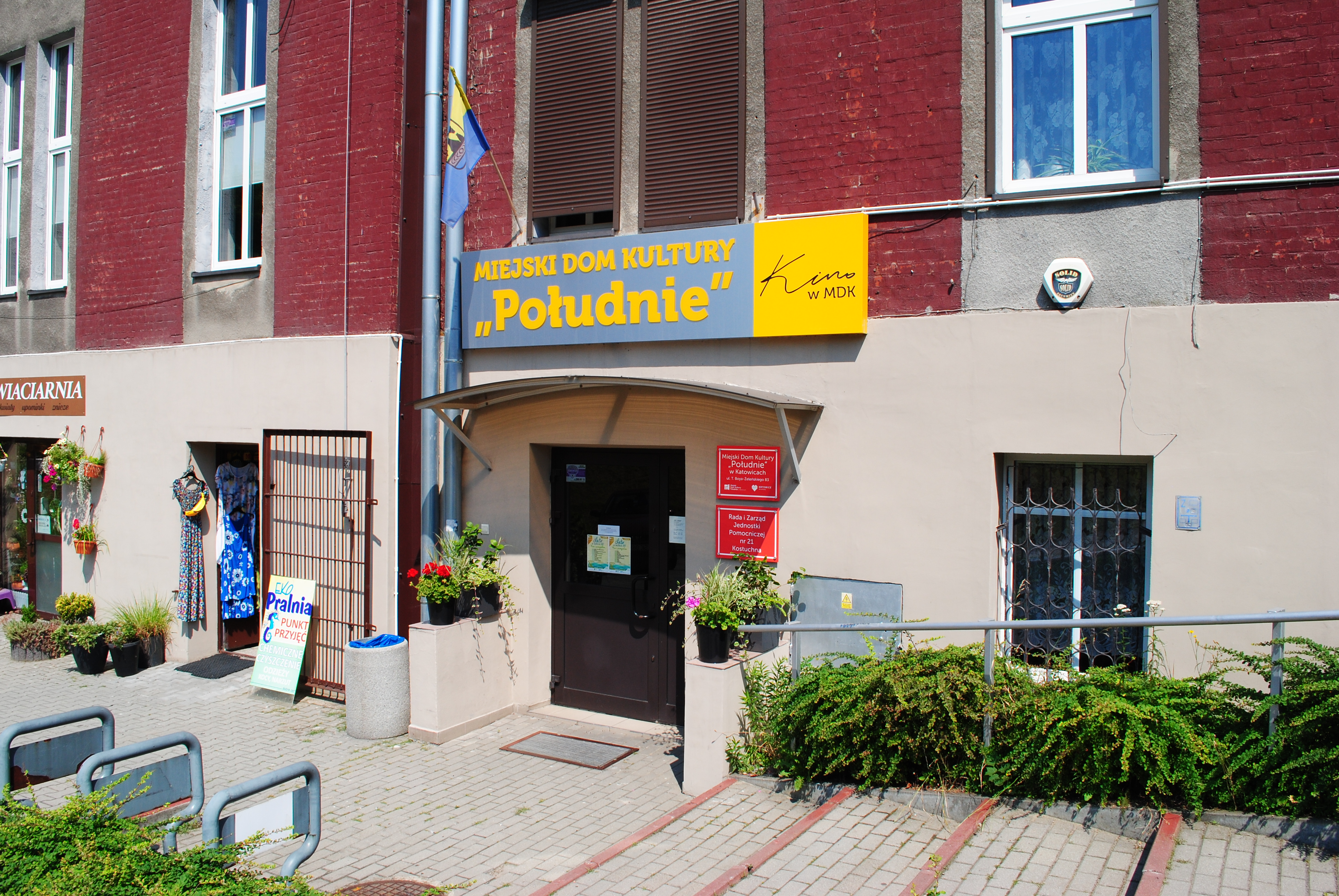
Wejście do Miejskiego Domu Kultury Południe oraz siedziby Rady i Zarządu Dzielnicy nr 21 Kostuchna

Budynek dawnego domu noclegowego dla nieżonatych robotników położony jest w Katowicach przy ul. Tadeusza Boya-Żeleńskiego 83, w granicach dzielnicy Kostuchna. Z uwagi na swoje rozmiary dominuje wśród budynków kolonii Boże Dary. Jest obiektem trójbryłowym (z czego środkowa część jest większa od pozostałych), pokrytym łamanym, mansardowym dachem krytym dachówką. Powierzchnia zabudowy budynku wynosi 869 m², natomiast powierzchnia użytkowa budynku – 501,50 m².
Budynek ma cztery kondygnacje nadziemne i jedną podziemną oraz poddasze użytkowe. Wysokość piwnicy sięga 2,2 m. Piwnice te, mieszczące pierwotnie pomieszczenia gospodarcze, zostały zagospodarowane na sklepy i placówki usługowe, z wejściami po stronie południowej. Właściwy front budynku pierwotnie znajdował się po północnej stronie – tam też znajdowało się wejście do starszej, wybudowanej w 1909 roku części gmachu. W środkowej bryle ulokowano pierwotnie wielką, wysoką salę jadalną o powierzchni 200 m². Boczne części gmachu zagospodarowano pod sypialnie i sale dziennego pobytu. Największa sala noclegowa, o powierzchni 45 m², mieściła 18 łóżek, zaś sale 14-łóżkowe miały 29 m². Części środkowa i zachodnia powstały w 1909 roku, zaś wschodnia – po 1913 roku.
Gmach ma dwie klatki schodowe – w segmencie zachodnim i wschodnim. Parter budynku został przebudowany z uwagi na dostosowanie budynku na potrzeby Domu Kultury. We wnętrzu urządzono salę widowiskową, zaś kuchnię i pomieszczenia pomocnicze przerobiono na salę bilardową i małą salę widowiskowo-bankietową. Kuchnię dla potrzeb Domu Kultury urządzono w dawnych łazienkach, które przeniesiono do pomieszczenia po dawnym pokoju sypialnym.
Budynek domu noclegowego znajduje się w gminnej ewidencji zabytków – kartę opracowało Biuro Konserwatora Zabytków Urzędu Miasta Katowice w grudniu 2012 roku. Ponadto jest objęty ochroną konserwatorska na podstawie przepisów miejscowego planu zagospodarowana przestrzennego.
W systemie REGON w połowie września 2021 roku pod adresem ul. T. Boya-Żeleńskiego 83 było zarejestrowanych 14 aktywnych podmiotów gospodarczych. W gmachu swoją siedzibę ma tu m.in. Miejski Dom Kultury Południe w Katowicach, koło Polskiego Związku Wędkarskiego nr 118 KWK Murcki, Katowickie Towarzystwo Przyjaźni Polsko-Węgierskiej im. Henryka Sławika i Józefa Antalla oraz Rada i Zarząd Dzielnicy nr 21 Kostuchna. Budynek mieści również lokale handlowo-użytkowe oraz 34 lokale mieszkalne.
Właścicielem budynku jest Wspólnota Mieszkaniowa Budynku nr 83 przy ul. Żeleńskiego w Katowicach, natomiast zarządcą jest Administracja Murcki Śląsko-Dąbrowskiej Spółki Mieszkaniowej.